# المجلس الوطني لحقوق الإنسان (الجزائر)
المجلس الوطني لحقوق الإنسان، هو مجلس أسس للعمل على ترقية حقوق الإنسان مع مؤسسات الأمم المتحدة والمؤسسات الإقليمية المتخصصة ومع المؤسسات الوطنية لحقوق الإنسان في الدول الأخرى وكذا مع المنظمات غير الحكومية. يتولى المجلس الذي أنشئ في إطار تجسيد أحكام الدستور المعدل مهمة المراقبة، الإنذار المبكر والتقييم في مجال احترام حقوق الإنسان وكذا رصد انتهاكات حقوق الإنسان والتحقيق فيها وإبلاغ الجهات المختصة بها مشفوعة برأيه واقتراحاته.

## تاريخ
ويجذر التذكير بأن المجلس الوطني لحقوق الإنسان الذي تم استحداثه ضمن التعديل الدستوري لسنة 2016 يعد هيئة مستقلة إداريا وماليا توضع «لدى رئيس الجمهورية، ضامن الدستور»، مثلما تنص عليه المادة 198.
كما جاء في المادة 199 من الدستور أن المجلس يتولى «مهمة المراقبة والإنذار المبكر والتقييم في مجال احترام حقوق الإنسان» كما أنه «يدرس، دون المساس بصلاحيات السلطة القضائية، كل حالات انتهاك حقوق الإنسان التي يعاينها أو تبلغ إلى علمه ويقوم بكل إجراء مناسب في هذا الشأن ويعرض نتائج تحقيقاته على السلطات الإدارية المعنية، وإذا اقتضى الأمر، على الجهات القضائية المختصة».

## التشكيلة
تشكل المجلس الوطني لحقوق الإنسان بقرار رئاسي، من 38 عضوا يختارهم رئيس الجمهورية ورئيسا غرفتي البرلمان وأعضاء يختارون من الجمعيات الناشطة في مجال حقوق الإنسان والنقابات والمنظمات المهنية وغيرها.

## المهام
أما من الناحية العملية، فيقوم المجلس بزيارات ميدانية فجائية لمختلف المؤسسات التربوية والاستشفائية وغيرها، للاطلاع بالعين المجردة على وضع حقوق الإنسان بها والوقوف عند الخروقات إن وجدت وبالتالي تقديم مقترحات وحلول لتصحيح السلبيات المسجلة.
كما يمتد عمل المجلس ليشمل أيضا إدراج المقترحات المناسبة على مشاريع القوانين ذات الصلة بمجال حقوق الإنسان سواء على مستوى الحكومة أو البرلمان، حيث تتولى لجنته القانونية تقديم التوصيات وإثراء النص المذكور، توضح مسؤولته الأولى.